# Forbes 30 Under 30
Forbes 30 Under 30 (з англ. — «Список 30 до 30 від Форбс») — набір списків з 30 осіб до 30 років, щорічно публікуються журналом Forbes та його регіональними версіями. У США виходять 20 списків за різними галузями, в Європі та Азії ще по 10 списків, і один в Африці. Також Forbes проводить однойменну конференцію.
Forbes запустив проєкт 30 Under 30 у 2011 році під керівництвом журналіста Рэндалла Лейна. Спочатку списків було 12, з 2012 року їх 15, з 2015 року — 20. У 2016 році вийшли європейська та азійська версії за 10 списками, у 2018 році — африканська з одним списком.
Українська версія рейтингу вперше вийшла в 2020 році, представивши переможців у пʼяти категоріях. Нові редакції списків продовжують виходити на щорічній основі.